# Planta de Lincoln Motor Company
La planta de Lincoln Motor Company era una planta automotriz en 6200 West Warren Avenue (en Livernois) en Detroit, la ciudad más poblada del estado de Míchigan (Estados Unidos), más tarde conocida como Detroit Edison Warren Service Center. El complejo fue designado Monumento Histórico Nacional en 1978, debido a su asociación histórica con los motores Liberty de la Primera Guerra Mundial y la Lincoln Motor Company. Sin embargo, las estructuras principales fueron demolidas en 2003 y la designación de la NHL se retiró en 2005.

## Lincoln de Henry Leland

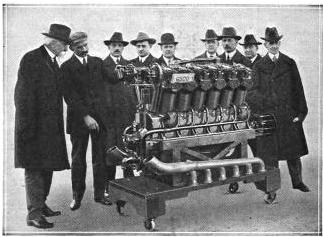
El motor de avión Lincoln Liberty número 6500 producido en la planta; Henry Leland y su hijo Wilfred Leland están a la izquierda

A partir de 1902, Henry Leland llevó a Cadillac a convertirse en una popular marca de automóviles de lujo de alta calidad. Leland vendió la compañía a General Motors en 1908, pero continuó su asociación con Cadillac hasta mediados de la década de 1910, cuando renunció debido a la falta de voluntad de la compañía para hacer la transición a las necesidades de producción de la Primera Guerra Mundial.
En 1917, Leland fundó Lincoln Motor Company para fabricar motores Liberty para aviones de combate utilizando cilindros suministrados por Ford Motor Company. Leland compró inmediatamente el Warren Motor Car Company Building en el lado oeste de Detroit. Sin embargo, rápidamente se dio cuenta de que las instalaciones no eran suficientes para albergar la producción de motores prevista, por lo que compró un terreno de 202 343 m² en Warren y Livernois. La compañía inmediatamente inició la construcción de un complejo de fábrica de más de 55 742 m², contratando al arquitecto George Mason para diseñar los nuevos edificios y a la empresa Walbridge-Aldinger para construirlos. Al final de la guerra, el complejo de la planta contenía el Edificio de Administración y el Garaje (Edificio A), el taller de máquinas (Edificio B), las Fábricas principales (Edificios C y D), una casa de máquinas, una planta de tratamiento térmico, un edificio de prueba de motores y otras estructuras menores.
En enero de 1919, después de producir 6500 motores Liberty, las operaciones de fabricación se suspendieron y la guerra terminó pronto. Lincoln consideró fabricar motores de automóviles para otras placas de identificación en los años de la posguerra, pero pronto optó por pasar a la producción de automóviles de lujo. Sin embargo, los retrasos en la producción y la recesión de la posguerra de 1920 perjudicaron las ventas, y la empresa finalmente entró en quiebra.
| Imágenes tempranas del interior de la planta de Lincoln- Centro de control dimensional. - Sala de inspección - Punto de inspección - Inspección de engranajes |
| --- |

## Lincoln de Henry Ford
En 1922, Henry Ford compró la compañía por 8 millones de dólares, convirtiendo al Lincoln en la marca de lujo de Ford Motor Company. Leland conservó su puesto gerencial después de la venta, pero Leland y Ford, dos personajes voluntariosos y vanidosos, se enfrentaron de inmediato, y Leland renunció a los pocos meses. Ford inmediatamente comenzó a renovar el diseño y la fabricación de la planta. Ford también incrementó las dimensiones, contratando al arquitecto Albert Kahn para diseñar algunos de los muchos edificios a lo largo de Livernois, agregando más de 27 871 m²  a la planta. El Lincoln Zephyr y el Continental se fabricaron en la fábrica hasta 1952, cuando las instalaciones de producción se trasladaron a Wayne. La nueva planta de Wixom se inauguró en el otoño de 1957.

## Tras el cierre

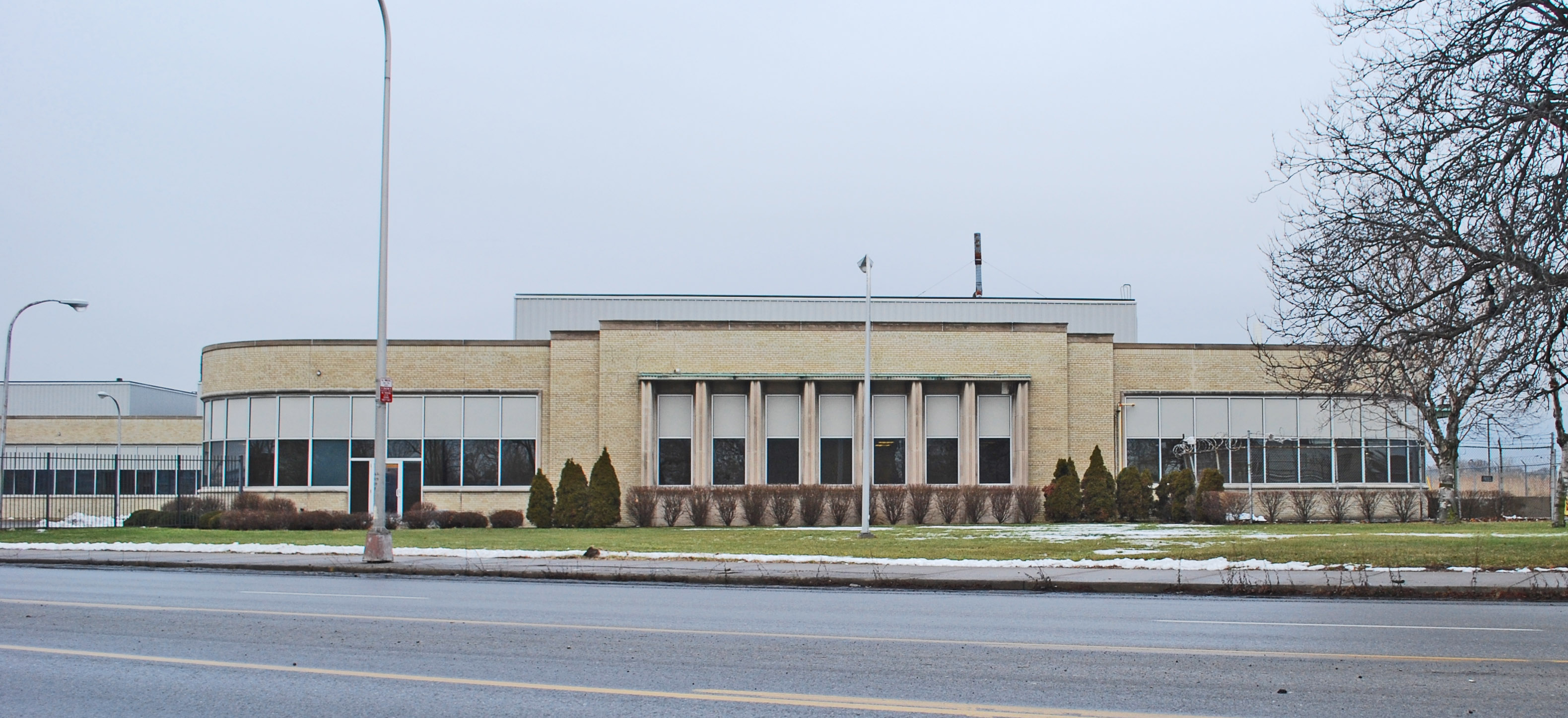
Un remanente del complejo de la planta de Lincoln: un edificio en Warren en 2010

Ford mantuvo algunas oficinas en la planta y alquiló partes a otras empresas después de que las operaciones de fabricación se trasladaran a la nueva planta de montaje de Wixom. En 1955, Detroit Edison compró el complejo por 4,5 millones de dólares, renombrándolo como Detroit Edison Warren Service Center. La empresa consolidó muchos de sus servicios en la instalación, pero luego los utilizó principalmente como patio de almacenamiento.
En reconocimiento a su importancia en la historia del automóvil, la planta de Lincoln Motor Company fue designada Monumento Histórico Nacional el 2 de junio de 1978. Sin embargo, casi todos los edificios de la planta fueron demolidos en diciembre de 2002 y enero de 2003, incluidos los edificios principales A, B, C y D. Se retuvo una pequeña parte de la Fábrica G, así como otras estructuras de soporte dispersas. Sin embargo, debido a la pérdida sustancial de integridad histórica, la designación de Monumento Histórico Nacional de la planta fue retirada el 4 de abril de 2005.
| Ubicación de la planta de Lincoln 2010- Antigua ubicación del edificio de la administración en Warren y Livernois - Antigua ubicación de la fábrica en Livernois - Adiciones de fábrica construidas por Ford en Livernois, extremo norte de la propiedad - Edificio de oficinas más nuevo en Warren, al este del sitio original del Edificio de Administración |
| --- |